# 郭志军
郭志军（1968年—），男，河北承德人，中华人民共和国外交官，曾任中华人民共和国驻伊尔库茨克总领事、驻哈巴罗夫斯克总领事和中华人民共和国驻科摩罗联盟特命全权大使，现任中华人民共和国驻塔吉克斯坦共和国特命全权大使。

## 生平
1994年，进入中华人民共和国外交部工作，先后在外交部欧亚司、驻格鲁吉亚大使馆、外交部办公厅任职。2006年，任驻立陶宛大使馆参赞。2011年，任外交部欧亚司参赞兼处长。2012年4月，出任中华人民共和国驻伊尔库茨克总领事。2016年7月，出任中华人民共和国驻哈巴罗夫斯克总领事。2018年，任外交部欧亚司参赞。2020年，任应急管理部国际合作和救援司副司长。2022年12月，出任中华人民共和国驻科摩罗联盟特命全权大使。2025年6月，自驻科摩罗大使离任。2025年7月，出任中华人民共和国驻塔吉克斯坦大使。

## 家庭
已婚，有一子。